# Purwadadi Timur
Purwadadi Timur is een bestuurslaag in het regentschap Subang van de provincie West-Java, Indonesië. Purwadadi Timur telt 8904 inwoners (volkstelling 2010).